# Johann Skondelev
Johann Skondelev († 17. August 1421) war von 1375 bis 1421 Bischof von Schleswig.

## Leben und Wirken
Woher Johann Skondelev stammte, ist nicht dokumentiert. Er wird lediglich einmal unter dem Namen Johann de Gudensberg als Franziskaner genannt. König Waldemar IV. berief ihn 1375 zum Bischof von Schleswig, womit er Widersprüche des Domkapitels und der Grafen von Holstein hervorrief. Da Skondelev sämtliche Schulden des Bistums tilgen und Servitien in großer Höhe zu zahlen bereit war, setzte ihn der Papst ein.
Am 25. April 1382 wurde Skondelev zum päpstlichen Kollektor und Nuntius ernannt. Er füllte diese Ämter bis ungefähr 1407 aus. 1409 berief Kardinal Giovanni Dominici Skondelev zum Bischof von Cammin. Als Papst Alexander V. wenig später den Camminer Bischofssitz an Magnus von Sachsen-Lauenburg übertragen wollte, kam es zu einem Prozess, der am 14. Juli 1418 mit einer Niederlage Skondelevs endete. Skondelev hatte sich zuvor deutlich für die dänische Krone ausgesprochen und aufgrund der daraus resultierenden Missstimmung mit dem Domkapitel und den Grafen Holsteins offenbar gehofft, eine Stelle außerhalb Schleswigs zu finden.
Skondelev, der nach der Belehnung Gerhard VI. mit dem Herzogtum Schleswig dem Grafen 1389 die Treue geschworen hatte, wandte sich nach dessen Tod 1404 auf die Seite der dänischen Krone. Der dänischen Königin Margarethe I. stellte er die Burgen Schwabstedt und Stubbe, die sich in bischöflichem Besitz befanden, als Pfand zur Verfügung. Der holsteinische Adel besetzte diese Burgen im Jahr 1411.
1409 überfielen mehrere holsteinische Adlige Skondelev und entführten ihn nach Flensburg. Der Gefangene kam gegen die Zahlung von 1200 Mark Lübisch frei und klagte gleich darauf bei der Kurie gegen seine Gegner, zu denen seiner Meinung nach auch Mitglieder des Domkapitels gehörten. Einer seiner Widersacher war Dompropst Heinrich von See.
Während des Reichstags in Nyborg 1413 positionierte sich Skondelev auf Seiten des dänischen Königs Erich III. und dessen Ansicht, dass das Herzogtum Schleswig an Dänemark zurückgegeben worden sei. Gemeinsam mit Bischof Peder Lykke vertrat er diese Position auch während des Konzils von Konstanz 1414. Während des Landstings 1421 in Viborg bezeugte Skondelev, dass Dänemark ein Anrecht auf das Herzogtum Schleswig habe. Er war damit der letzte Bischof aus Schleswig, der die dänische Krone unterstützte. 
Skondelev starb wenig später. Da er sich oftmals außerhalb Schleswigs aufgehalten hatte, aber auch aufgrund von Streitigkeiten infolge der kurz vor seinem Tod vertretenen Positionen, verlor das Bistum Schleswig bedeutendes Vermögen.